# Kamendaka ouwensii
Kamendaka ouwensii är en insektsart som först beskrevs av Frederick Arthur Godfrey Muir 1915.  Kamendaka ouwensii ingår i släktet Kamendaka och familjen Derbidae. Inga underarter finns listade i Catalogue of Life.